# ウェスタン・プロヴィンス
ウェスタン・プロヴィンス（英: Western Province）は、南アフリカ共和国の西ケープ州ケープタウンを拠点とするラグビーユニオンチーム。命名権によりDHLウェスタン・プロヴィンス（DHL Western Province）という。カリーカップに所属。

## 概要
南アフリカに14あるラグビーユニオン地域協会の1つ、西部州（Western Province）協会の代表チーム。旧ケープ州における最古のチームであるとともに、南アフリカ最古のチームでもある。地域協会代表チームで唯一、創設以来名称が変わっていない。
西部州協会はケープタウン都市圏を管轄している。スーパーラグビーやユナイテッド・ラグビー・チャンピオンシップなどの国際大会に参戦しているストーマーズの母体でもある。
1892年に開催された第1回カリーカップの優勝チームである。大会5連覇を3回達成するなど、優勝回数は歴代最多。また、南アフリカのチームで唯一オールブラックスから2勝をあげている。ブルー・ブルズと共に、同国において最も成功しているラグビーチームの1つと見なされている。
1世紀以上にわたり、南アフリカラグビーの本拠地と呼ばれるニューランズ・スタジアムを本拠地としてきた。2021年からはケープタウン・スタジアムを使用。

## 歴史
1883年、当時のイギリス領ケープ植民地にウェスタン・プロヴィンス（西部州協会）として創設。
1889年、カリーカップの前身となる地域協会の代表チームによる全国大会「ボードトロフィー（Board Trophy）」がキンバリーで開催され、グリクアランド・ウェスト、トランスヴァール、イースタン・プロヴィンスと共に参加。この大会でウェスタン・プロヴィンスは優勝を遂げた。
1892年、キンバリーで第1回カリーカップが開催され、ウェスタン・プロヴィンス、グリクアランド・ウェスト、トランスヴァール、ナタール、ボーダーの5チームが参加した。1889年のボードトロフィーに引き続きウェスタン・プロヴィンスが大会を制し、カリーカップの初代王者となった。その後、1898年に開催された第5回大会まで5連覇を達成した。
1899年、アングロ・ボーア戦争の緊張の高まりを受け、ウェスタン・プロヴィンスとトランスヴァールはカリーカップ参加を見送った。これによりウェスタン・プロヴィンスの第1回大会からの連続優勝記録（5連覇）が途絶えた。
1928年8月25日、ニュージーランド代表の南アフリカ遠征に際し、オールブラックスに10-3で勝利。
1976年7月17日、ニュージーランド代表の南アフリカ遠征に際し、オールブラックスに12-11で勝利。オールブラックスから2勝をあげた初めての南アフリカのチームとなった。
1980年代は、3回目のカリーカップ5連覇を達成するなど、同大会のタイトルをウェスタン・プロヴィンスとノーザン・トランスヴァールで独占した。
1995年、スーパーラグビーの前身大会となるスーパー10に出場。
1996年、ラグビーユニオンのプロ化に伴い、オーストラリア・ニュージーランドを中心とした国際リーグ「スーパーラグビー（当初はスーパー12）」が開幕。南アフリカでは、当初はカリーカップの上位4チームがスーパー12に出場する方式を採用しており、ウェスタン・プロヴィンスは1996シーズンの出場権を獲得した。1998シーズン以降はフランチャイズ制が導入され、別働チームのストーマーズがスーパーラグビーなどの国際大会に参加するようになった。
2017年、DHLがウェスタン・プロヴィンスとストーマーズの命名権スポンサーとなる。
2021年、1世紀以上にわたり使用したニューランズ・スタジアムからケープタウン・スタジアムに移転。

## タイトル
2022年7月現在
- カリーカップ
  - 優勝 34回：(1889[注 2]), 1892, 1894, 1895, 1897, 1898, 1904, 1906, 1908, 1914, 1920, 1925, 1927, 1929, 1932[注 5], 1934[注 5], 1936, 1947, 1954, 1957-59, 1964, 1966, 1979[注 5], 1982, 1983, 1984, 1985, 1986, 1989[注 5], 1997, 2000, 2001, 2012, 2014, 2017
- ボーダコムカップ[注 6]
  - 優勝 1回：2012

## スコッド
2022シーズンのスコッド（2022年1月現在）
- フアン・デ・ヨング
- リカス・プレトリアス
- アンジェロ・デービッド
- シアベロ・セナトラ

## 歴代所属選手
- ウィリー・アンバカ
- ジオ・アプロン
- ガース・エイプリル
- ジョブ・シンチェア
- アンドリース・ベッカー
- ルアン・ボタ
- マルセル・ブラーシェ
- スカルク・ブリッツ
- スカルク・バーガー
- ルアン・コンブリンク
- ライオネル・クロニエ
- アンジェロ・デービッド
- ダミアン・デアレンデ
- フアン・デ・ヨング
- ジャン・デ・クラーク
- ジャン・デヴィリアス
- ジャン＝ルック・デュプレッシー
- JJ・エンゲルブレヒト
- スカルク・エラスマス
- エベン・エツベス
- コーネ・フーリー
- ジャック・フーリー
- ファビアン・ガルティエ
- ジャスティン・ゲドゥルト
- ウォリック・ヘラント
- ピーター・グラント
- ブライアン・ハバナ
- グラント・ハッティング
- ロブ・ハーリング（ アイルランド代表）
- フランソワ・ホーハート
- レニエル・ヒューゴ
- ハーシェル・ヤンチース
- ヒュー・ジョーンズ
- スティーヴン・キッツォフ
- ジーン・クライン（ アイルランド代表）
- ヴェルナー・コック
- チェスリン・コルビ
- シヤ・コリシ
- フランソワ・ロウ
- フランス・マルハーバ
- エスピー・マレー
- ボンギ・ンボナンビ
- ローアン・キッツォフ
- パーシー・モンゴメリ（ 南アフリカ代表）
- ディーン・ミュアー
- ルーハン・ネル
- WP・ネル（ スコットランド代表）
- デイヴィッド・リバンズ（ イングランド代表）
- ライアン・ウェストヘーゼン
- リカス・プレトリアス
- JD・シカリング
- ルイ・シュラウダー
- シアベロ・セナトラ
- ルアーン・スミス
- ジョシュア・スタンダー
- ダミアン・スティーブンズ
- ティアン・スワネポール
- マット・トゥームア
- ゲラード・ファンデンヒーファー（ 日本代表）
- ヴィンピー・ファンデルヴァルト（ 日本代表）
- コーバス・ファンダイク
- コンラッド・バンワイク
- AJ・フェンター
- ドウェイン・フェルミューレン
- ユルゲン・ヴィサー
- ダミアン・ウィレムス
- チェスター・ウィリアムズ
- マーヴィン・オリー
- ハチヴァ・ダイマニ
- シモン・ミラー